# Markt Bibart
Markt Bibart er en købstaad (markt) i den mittelfrankiske Landkreis Neustadt an der Aisch-Bad Windsheim i den tyske delstat Bayern. Den er en del af Verwaltungsgemeinschaft Scheinfeld.

## Geografi
Markt Bibart ligger ved bækken "Bibart" ved Bundeststraße 8 mellem Nürnberg og Würzburg.

Nabokommuner er (med uret, fra nord): Oberscheinfeld, Scheinfeld, Sugenheim, Iphofen og Markt Einersheim.

### Inddeling
Ud over Markt Bibart, ligger i kommunen landsbyerne:
- Altenspeckfeld
- Altmannshausen
- Enzlar
- Fuchsau
- Ziegenbach

## Historie
Markt Bibart hørte gennem mange århundreder under Fyrstebispedømmet Würzburg, og var hjemsted for et amt. I 1803 kom det ved sekulariseringen under Kongeriget Bayern.

## Religion
Befolkningen i Markt Bibart er overvejende romersk-katolsk, men der er også en protestantisk menighed.

## Trafik
Markt Bibart har en station på Jernbanen Nürnberg-Würzburg.